# Sonate K. 28
Pour les articles homonymes, voir K28.
Pour un article plus général, voir Essercizi per gravicembalo.
La sonate K. 28 (F.544/L.373) en mi majeur est une œuvre pour clavier du compositeur italien Domenico Scarlatti. C'est la vingt-huitième sonate du seul recueil publié du vivant de l'auteur, les Essercizi per gravicembalo (1738), qui contient trente numéros.

## Présentation
La sonate K. 28, en mi majeur, est notée Presto. Elle est brillante et contient quelques croisements de mains rapides.

## Édition et manuscrits
L'œuvre est imprimée dans le recueil des Essercizi per gravicembalo publié sans doute à Londres en 1738. Une copie manuscrite est dans Münster V 52, Vienne A 38 et Orfeó Catalá (E-OC) no 28.

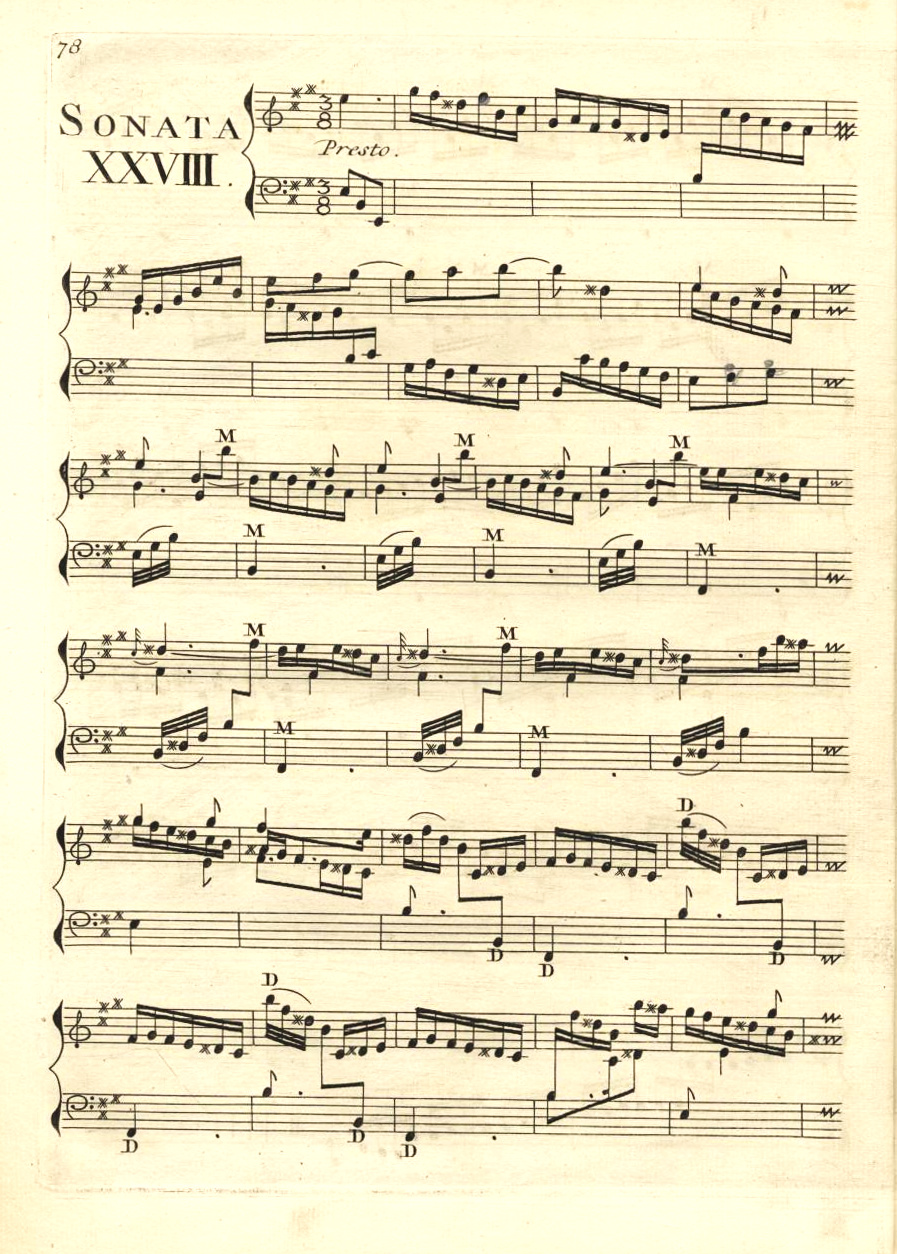
Édition Amsterdam, 1742.
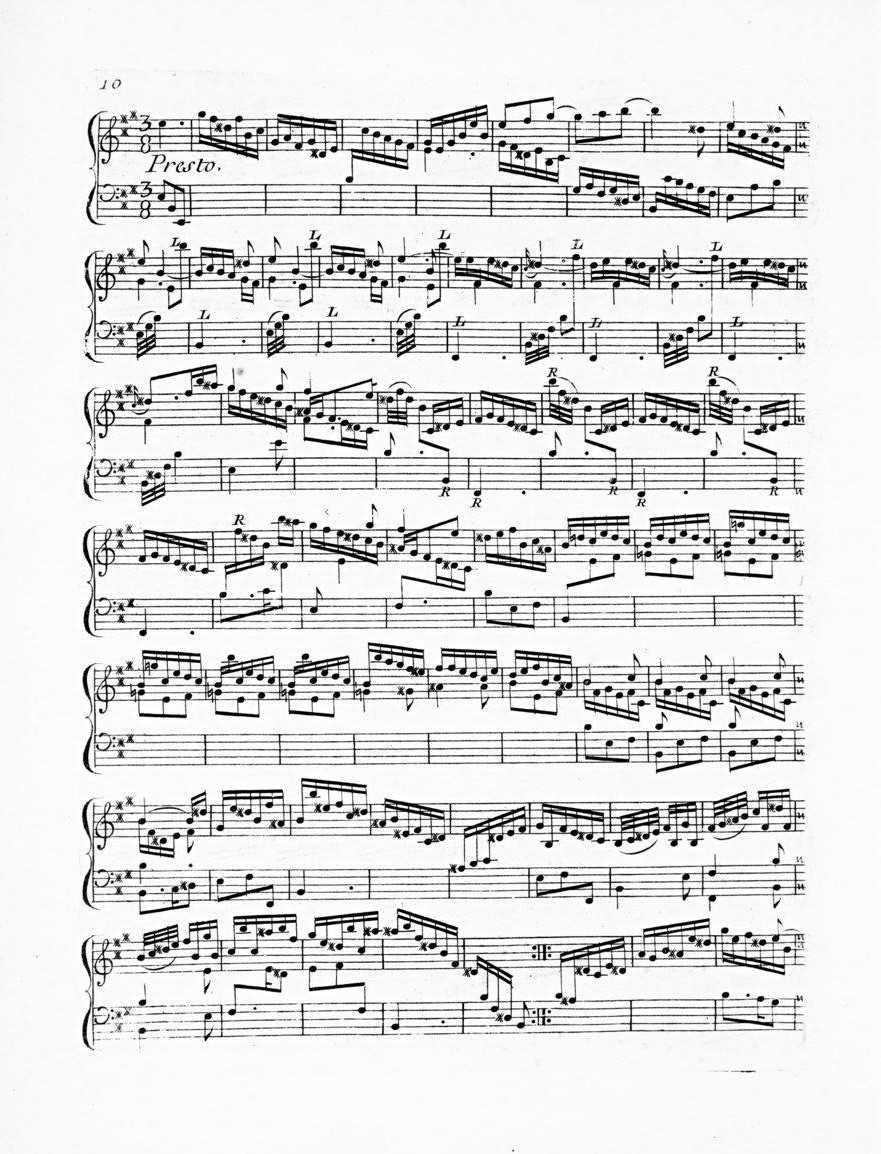
Édition Boivin, Paris c. 1742.

## Interprètes
La sonate K. 28 est défendue au piano, notamment par Alicia de Larrocha (1979, Decca), John McCabe (1981, Divin Art), Chu-Fang Huang (2008, Naxos, vol. 13) et Carlo Grante (2009, Music & Arts, vol. 1) ; au clavecin par Scott Ross (1976, Still et 1985 Erato), mais également, Joseph Payne (1990, BIS), Ottavio Dantone (2002, Stradivarius, vol. 8), Richard Lester (2003, Nimbus, vol. 1), Pieter-Jan Belder (Brilliant Classics), Kenneth Weiss (2007, Satirino), Pierre Hantaï (2017, Mirare, vol. 5) et Hank Knox (2021, Leaf Music).
Au piano-forte, Edward Parmentier, l'interprète sur l'instrument Antunes de 1765 du Musée national de musique (en) à Vermillion (Dakota du Sud) (2012, Wildboar Recordings)

## Sources
: document utilisé comme source pour la rédaction de cet article.
- Ralph Kirkpatrick (trad. de l'anglais par Dennis Collins), Domenico Scarlatti, Paris, Lattès, coll. « Musique et Musiciens », 1982 (1re éd. 1953 (en)), 493 p. (ISBN 978-2-7096-0118-4, OCLC 954954205, BNF 34689181).
- Alain de Chambure, « Domenico Scarlatti : Intégrale des sonates — Scott Ross », p. 172–175, Erato (2564-62092-2), 1985 (OCLC 891183737) .
- (it) Águeda Pedrero-Encabo (trad. de l'espagnol par Francesco Paolo Russo), « Una nuova fonte degli «Essercizi» di Domenico Scarlatti: il manoscritto Orfeó Catalá (E-OC) », Fonti Musicali Italiane, no 17,‎ 2012, p. 151–173 (présentation en ligne).